# Свига
Свига (укр. Свига) — левый приток реки Десна, протекающий по Середино-Будскому району Сумской области Украины.

## География
Длина — 50 км. Площадь водосборного бассейна — 611 км². Русло реки в нижнем течении (приустьевой участок, село Боровичи) находится на высоте 123,9 м над уровнем моря, в среднем течении (село Красичка) — 153,0 м, в верхнем течении (севернее села Пигаревка) — 171,8 м.
Долина трапециевидная, шириной до 4 км и глубиной до 15 м. Русло слаборазвитое, шириной 5 м. Пойма шириной до 300 м.
Река течёт с востока на запад. Река берёт начало в урочище Моховое в селе Каменка (Середино-Будский район). Впадает в реку Десна западнее села Боровичи (Середино-Будский район) у административной границы с Черниговской областью.
На реке два крупных пруда: между сёлами Чигин и Рудня — Ураловское водохранилище с объёмом 1,5 млн. м³., восточнее сёл Гутко-Ожинка и Жихово. В пойме реки присутствуют заболоченные участки с луговой растительностью. В приустьевом участке русло сильно меандрированное и делится на два рукава и со старицами в пойме. В среднем течении к реке примыкает одна система каналов (урочище Великое Болото) и другая расположена на расстоянии (питается водами реки), а также у истоков реки создана ещё одна система каналов (урочище Моховое). Южнее села Пигаревка реку пересекает ж/д линия. Местами к реке примыкают сосновые леса. Нижнее течение реки (после впадения Бычихи) включено в состав Деснянско-Старогутского национального природного парка.

## Притоки
Левые: Маковка, Бычиха; правые: нет крупных.

## Населённые пункты
Населённые пункты на реке от истока к устью: Пигаревка, Лукашенковское, Луг, Красичка, Гутко-Ожинка, Жихово, Рудня, Чигин, Боровичи.